# پالفا
پالفا (به مجاری:  Pálfa) یک شهرداری در مجارستان است که در پاکش واقع شده‌است. پالفا ۳۴٫۷ کیلومتر مربع مساحت و ۱٬۵۶۸ نفر جمعیت دارد.